# 灰鲸属
灰鲸属（学名：Eshrichtius）是鲸下目、灰鲸科的一属，也是灰鲸科仅存的一属。
本属包含两种，即现生的灰鲸（Eshrichtius robustus）与史前物种昭岛鲸（Eshrichtius akishimaensis）。